# Piłka nożna na Białorusi

Stadion Dynama Mińsk, arena domowa reprezentacji narodowej

Piłka nożna (biał. Футбол fʊdˈboɫ) jest najpopularniejszym sportem na Białorusi. Jej głównym organizatorem na terenie Białorusi pozostaje Biełaruskaja fiederacyja futboła (BFF).
Według stanu na 17 listopada 2021 roku Alaksandr Kulczy i Alaksandr Hleb mają odpowiednio 102 i 80 występów reprezentacyjnych, a Maksim Ramaszczanka strzelił 20 bramek w barwach reprezentacji Białorusi.
W białoruskiej Wyszejszaj lidze grają takie utytułowane kluby, jak Dynama Mińsk, BATE Borysów i Szachcior Soligorsk.

## Historia

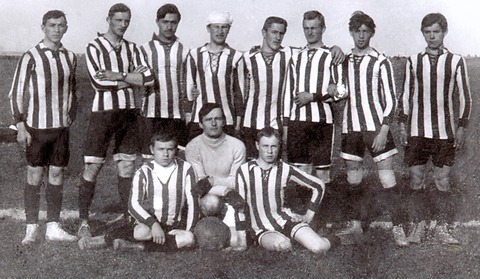
Drużyna Sport Gomel w 1914 roku.

Piłka nożna zaczęła zyskiwać popularność na Białorusi na początku XX wieku. W 1910 roku w Homlu powstała pierwsza drużyna piłkarska pod nazwą Pierwsza Gimnazjalna Drużyna Piłkarska (PGFK) (ros. «Первая гимназическая футбольная команда» (ПГФК)). Jej założycielem był A.L. Liebman, jeden z najsilniejszych piłkarzy ówczesnego południa Rosji oraz kijowskiego zespołu Sport, który przeniósł się z Kijowa do pracy w lokalnym oddziale Banku Orłowskiego, pełniąc również funkcję trenera i kapitana drużyny z Homla. W 1910 roku utworzono także w Mohylewie drużynę piłkarską. Białoruski Związek Piłki Nożnej za oficjalną datę narodzin futbolu na Białorusi uznaje 7 sierpnia 1911 roku, kiedy odbył się pierwszy oficjalny mecz o mistrzostwo Homla. PGFK zremisowała 1:1 z drużyna "Nadieżda". Jesienią 1910 w Homlu istniały cztery drużyny piłkarskie, a w 1911 roku było już osiem drużyn. Do 1. gimnazjalnej drużyny piłkarskiej, zespołów "Viktoria", "Unitas" i "Nadieżda" dołączyli jeszcze cztery: kolejarze zjednoczeni w zespół "Okraina", drobni urzędnicy, którzy organizowali drużynę o nazwie "Stella", a także "Feniks" i "Junost'" z Nowobielicy. Latem 1911 roku odbyły się pierwsze mistrzostwa miasta, które wygrała "PGFK" z Liebmanem na czele. Wkrótce "PGFK" zmienił nazwę na "Sport". Również w 1911 roku po raz pierwszy rozegrane mecze mistrzostw Mohylewa, które zostały zakończone wygraną drużyny I Gimnazjum.
W 1912 roku odbyły się pierwsze mecze międzymiastowe z drużynami Dobruszy, Nowozybkowa, Złynki, Klincowa. W czerwcu 1912 roku "Sport" Homel rozegrał dwa mecze ze "Sportem" z Kijowa (1:1, 0:4). W 1912 roku w Baranowiczach powstał klub piłkarski Orion. 29 czerwca 1913 roku w Mińsku odbył się pierwszy znany mecz pomiędzy miejscowymi drużynami "Olimp" i "Maccabi". Pod koniec 1913 roku również w Borysowie zaczęto grać w piłkę nożną. Dalszy rozwój piłki nożnej przerwała I wojna światowa.
1 stycznia 1919 została utworzona Białoruska SRR w składzie ZSRR. Pierwszym klubem na terenie Białoruskiej SRR został Dynama Mińsk założony w 1927.
Pierwsza edycja mistrzostw Białoruskiej SRR startowała w sezonie 1922, w której systemem ligowym 4 drużyny z białoruskich miast walczyły o tytuł mistrza. Następnie rozgrywki prowadzono systemem pucharowym spośród reprezentacji miast i z przerwami organizowane były do 1933 roku. W 1934 po raz pierwszy startowały mistrzostwa wśród klubów. Potem od 1936 mistrzostwa Białoruskiej SRR rozgrywane spośród drużyn towarzystw sportowych pomiędzy białoruskimi zespołami, które nie uczestniczyli w rozgrywkach Mistrzostw ZSRR. W sezonie 1941 mistrzostwa Białoruskiej SRR zostały zawieszone tak jak w końcu czerwca nastąpiła okupacja niemiecka. Po zajęciu przez Armię Radziecką terytorium Białorusi w 1945 ponownie startują mistrzostwa Białoruskiej SRR. To nie były pełnowartościowe mistrzostwa tak jak najlepsze kluby kraju uczestniczyły w mistrzostwach ZSRR.
Po założeniu białoruskiej federacji piłkarskiej – BFF w 1989 roku, rozpoczął się proces zorganizowania pierwszych rozgrywek o mistrzostwo Białorusi. 25 sierpnia 1991 – po puczu Janajewa Białoruś deklaruje niepodległość.
W 1992 rozpoczęły się pierwsze niepodległe rozgrywki najwyższej ligi zwanej Pierszaja liha. W 1998 liga zmieniła nazwę na Wyszejszaja liha.

## Format rozgrywek ligowych
W obowiązującym systemie ligowym trzy najwyższe klasy rozgrywkowe są ogólnokrajowe (Wyszejszaja liha, Pierszaja liha i Druhaja liha). Dopiero na czwartym poziomie pojawiają się grupy regionalne.

## Puchary
Rozgrywki pucharowe rozgrywane na Białorusi to:
- Puchar Białorusi (Кубак Беларусі па футболе),
- Superpuchar Białorusi (Суперкубак Беларусі па футболе) - mecz między mistrzem kraju i zdobywcą Pucharu.